# Dendrophleps
Dendrophleps is een geslacht van vlinders van de familie spinneruilen (Erebidae), uit de onderfamilie Lymantriinae.

## Soorten
- D. cretacea Holland, 1999
- D. chionobosca Collenette, 1955
- D. lobipennis Swinhoe, 1892
- D. semihyalina Hampson, 1893